# Идеал
Идеа́л (лат. idealis от греч. ἰδέα — образ, идея) — высшая ценность, наилучшее, завершённое состояние того или иного явления; образец личных качеств, способностей; высшая норма нравственной личности (личностный идеал); высшая степень нравственного представления о благом и должном (аксиологический идеал); совершенство в отношениях между людьми (этический идеал); наиболее совершенное устройство общества (социальный идеал).
Идея означает, собственно говоря, некое понятие разума, а идеал — представление о единичной сущности, адекватной какой-либо идее
Понятие идеала применяется одинаково и к отвлечённым и конкретным предметам: идеал добра, идеал женской красоты, идеал мужской красоты, идеал государства, идеал гражданина и т. д.
В общее употребление слово идеал стало входить с конца XVIII и начала XIX столетия, главным образом, благодаря Шиллеру.